# Actinodaphne rehderiana
Actinodaphne rehderiana är en lagerväxtart som först beskrevs av C. K. Allen, och fick sitt nu gällande namn av André Joseph Guillaume Henri Kostermans. Actinodaphne rehderiana ingår i släktet Actinodaphne och familjen lagerväxter. Inga underarter finns listade i Catalogue of Life.